# Vlaamse Rode Lijst (libellen)
De Rode Lijst van de libellen in Vlaanderen werd in 2021 herzien . Bij de beoordeling werg gebruik gemaakt van de IUCN criteria en richtlijnen.
De soorten op de lijst zijn ingedeeld in onderstaande categorieën.

## Uitgestorven in Vlaanderen (RE)
- Mercuurwaterjuffer (Coenagrion mercuriale)
- Dwergjuffer (Nehalennia speciosa)
- Noordse glazenmaker (Aeshna subarctica)
- Bronslibel (Oxygastra curtisii)
- Tweevlek (Epitheca bimaculata)

## Met uitsterven bedreigd (CR)
- Maanwaterjuffer (Coenagrion lunulatum)
- Speerwaterjuffer (Coenagrion hastulatum)
- Hoogveenglanslibel (Somatochlora arctica)
- Sierlijke witsnuitlibel (Leucorrhinia caudalis)
- Gevlekte witsnuitlibel (Leucorrhinia pectoralis)
- Kempense heidelibel (Sympetrum depressiusculum)
- Geelvlekheidelibel (Sympetrum flaveolum)

## Bedreigd (EN)
- Venglazenmaker (Aeshna juncea)

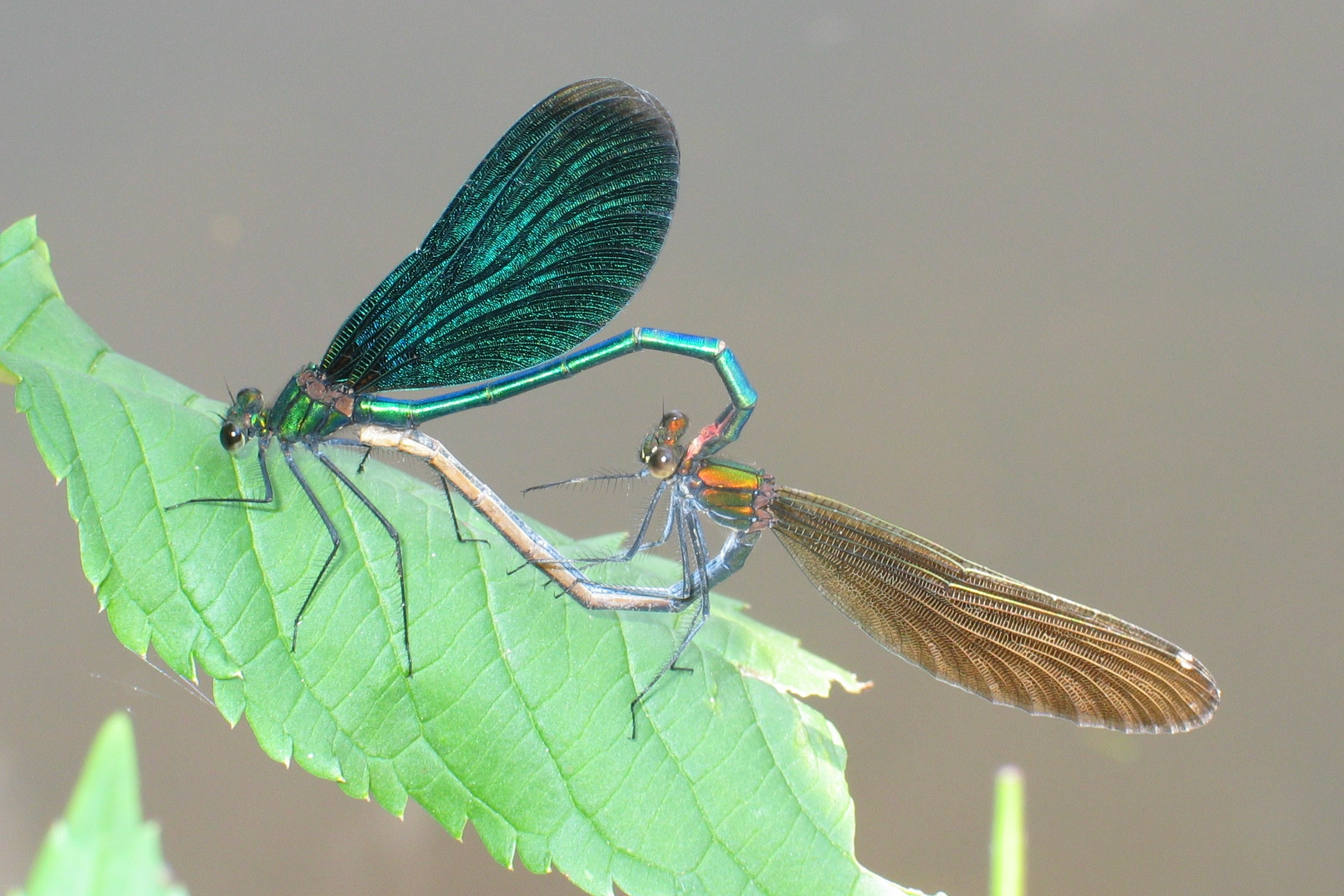
Paring bosbeekjuffer

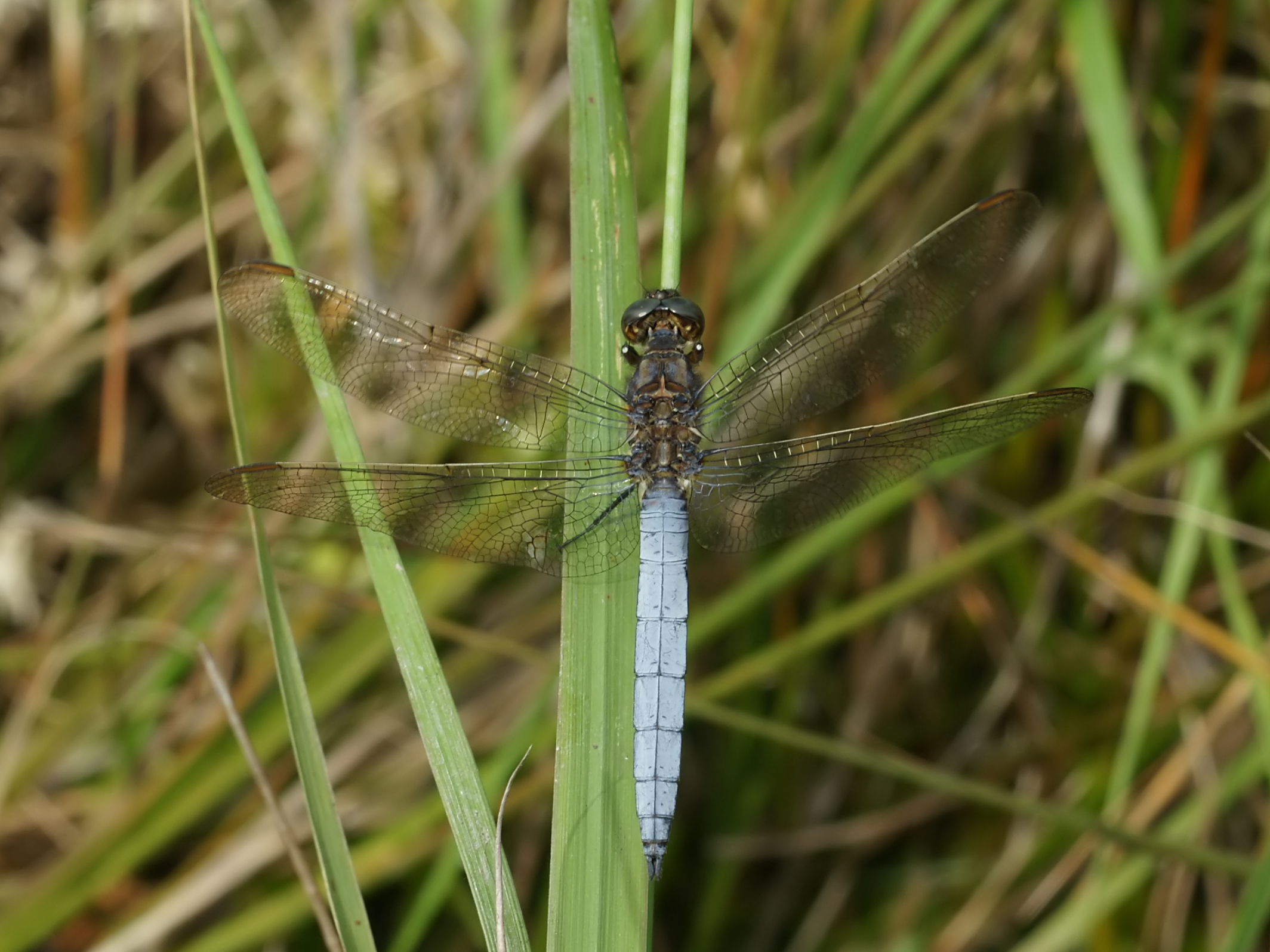
Mannetjesbeekoeverlibel

- Gewone bronlibel (Cordulegaster boltonii)
- Noordse witsnuitlibel (Leucorrhinia rubicunda)
- Zwarte heidelibel (Sympetrum danae)

## Kwetsbaar (VU)
- Beekrombout (Gomphus vulgatissimus)
- Venwitsnuitlibel (Leucorrhinia dubia)
- Bandheidelibel (Sympetrum pedemontanum)
- Steenrode heidelibel (Sympetrum vulgatum)

## Bijna in gevaar (NT)

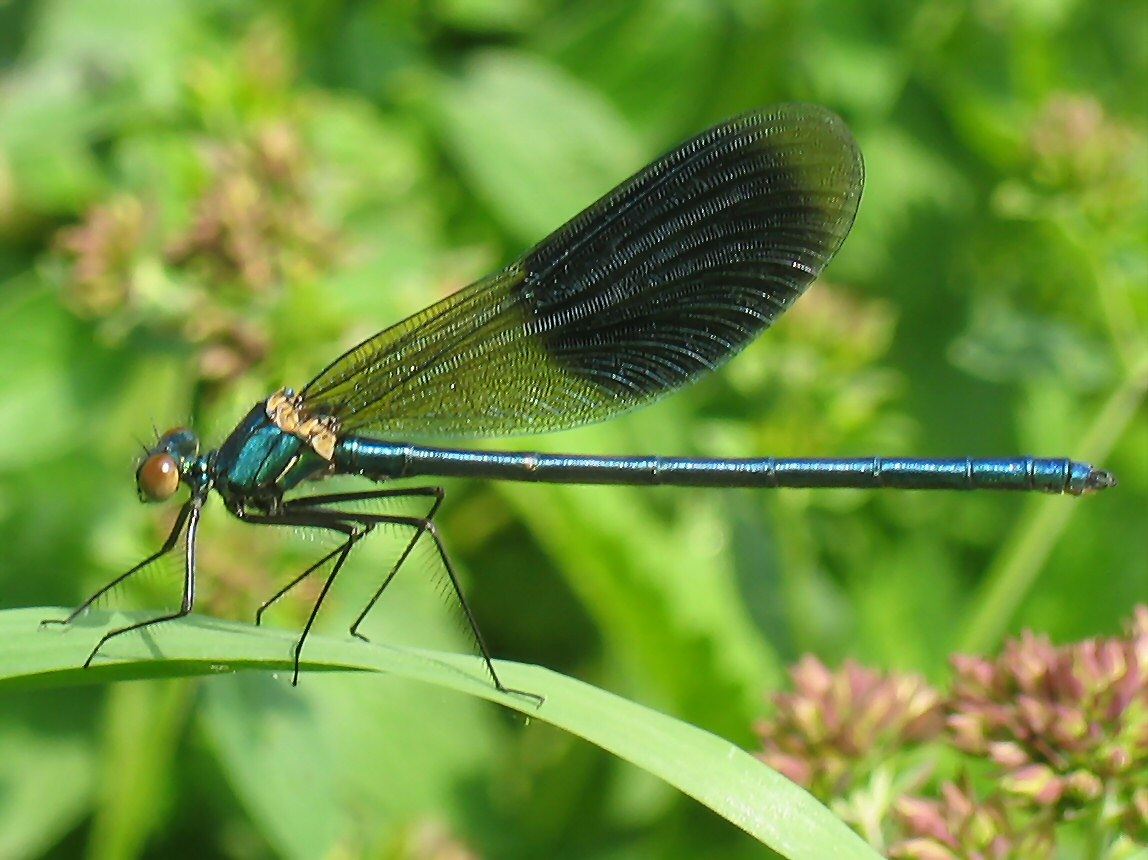
Weidebeekjuffer

- Plasrombout (Gomphus pulchellus)

## Niet bedreigd (LC)

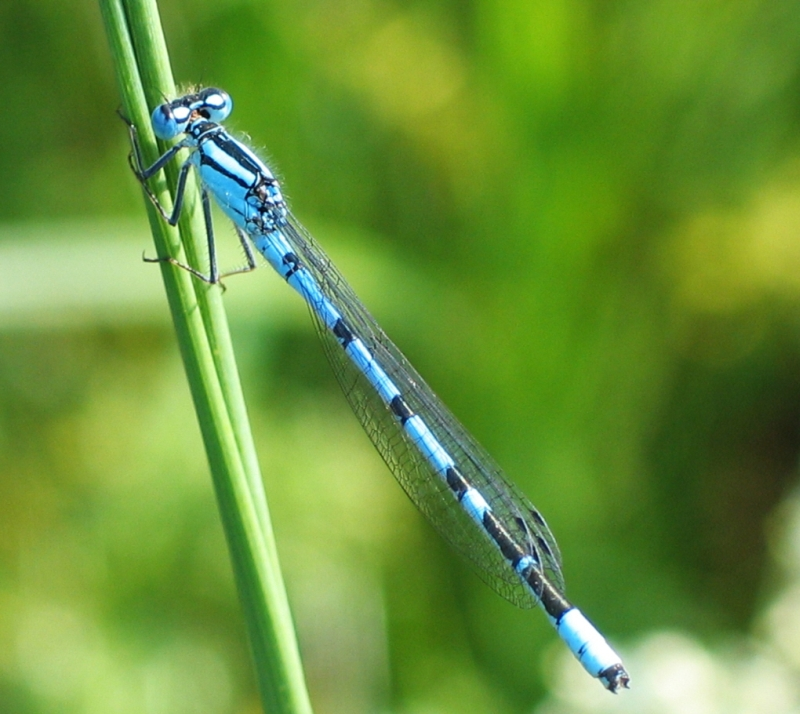
Watersnuffel

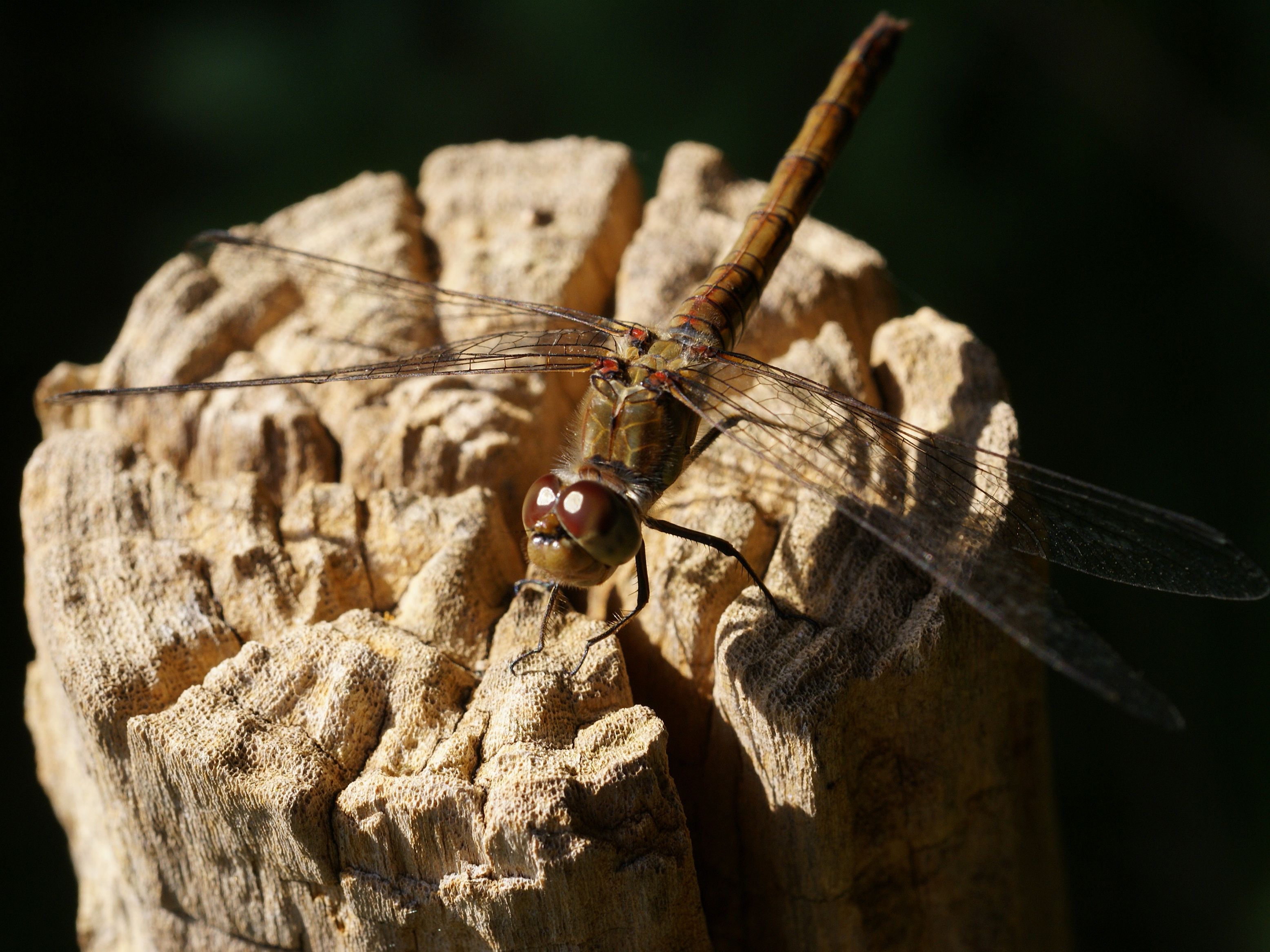
Bruinrode heidelibel

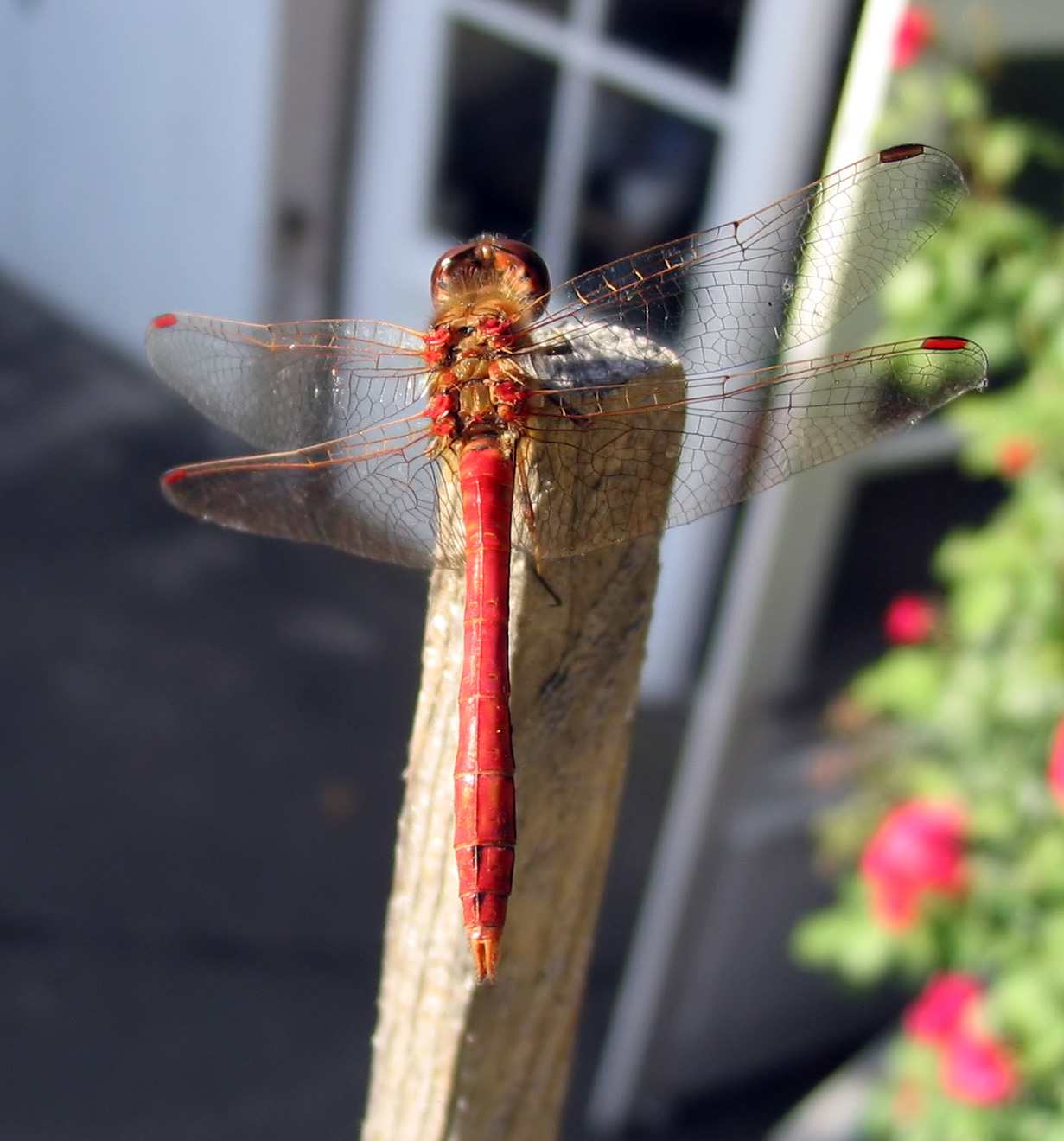
Steenrode heidelibel

- Weidebeekjuffer (Calopteryx splendens)
- Bosbeekjuffer (Calopteryx virgo)
- Zwervende pantserjuffer (Lestes barbarus)
- Tangpantserjuffer (Lestes dryas)
- Gewone pantserjuffer (Lestes sponsa)
- Tengere pantserjuffer (Lestes virens)
- Houtpantserjuffer (Lestes viridis)
- Bruine winterjuffer (Sympecma fusca)
- Blauwe breedscheenjuffer (Platycnemis pennipes)
- Koraaljuffer (Ceriagrion tenellum)
- Azuurwaterjuffer (Coenagrion puella)
- Variabele waterjuffer (Coenagrion pulchellum)
- Gaffelwaterjuffer (Coenagrion scitulum)
- Watersnuffel (Enallagma cyathigerum)
- Kanaaljuffer (Erythromma lindenii)
- Grote roodoogjuffer (Erythromma najas)
- Kleine roodoogjuffer (Erythromma viridulum)
- Lantaarntje (Ischnura elegans)
- Tengere grasjuffer (Ischnura pumilio)
- Vuurjuffer (Pyrrhosoma nymphula)
- Zuidelijke glazenmaker (Aeshna affinis)
- Blauwe glazenmaker (Aeshna cyanea)
- Bruine glazenmaker (Aeshna grandis)
- Vroege glazenmaker (Aeshna isosceles)
- Paardenbijter (Aeshna mixta)
- Grote keizerlibel (Anax imperator)
- Zuidelijke keizerlibel (Anax parthenope)
- Smaragdlibel (Cordulia aenea)
- Gevlekte glanslibel (Somatochlora flavomaculata)
- Metaalglanslibel (Somatochlora metallica)
- Platbuik (Libellula depressa)
- Bruine korenbout (Libellula fulva)
- Viervlek (Libellula quadrimaculata)
- Zuidelijke oeverlibel (Orthetrum brunneum)
- Gewone oeverlibel (Orthetrum cancellatum)
- Beekoeverlibel (Orthetrum coerulescens)
- Vuurlibel (Crocothemis erythraea)
- Zwervende heidelibel (Sympetrum fonscolombii)
- Zuidelijke heidelibel (Sympetrum meridionale)
- Bloedrode heidelibel (Sympetrum sanguineum)
- Bruinrode heidelibel (Sympetrum striolatum)

## Onvoldoende gekend (DD)
- Zadellibel (Hemianax ephippiger)
- Kleine tanglibel (Onychogomphus forcipatus)
- Gaffellibel (Ophiogomphus cecilia)

## Bron
- www.odonata.be, website van de Libellenvereniging Vlaanderen
- www.inbo.be, website van het Instituut voor Natuur en Bosonderzoek